# Exobasidium camelliae
Exobasidium camelliae är en svampart som beskrevs av Shirai 1896. Exobasidium camelliae ingår i släktet Exobasidium och familjen Exobasidiaceae.   Inga underarter finns listade i Catalogue of Life.